# Эпюра
Эпю́ра (фр. épure «чертёж») — особый вид графика, показывающий распределение какой-либо величины по длине объекта. Например, для стержня продольная ось симметрии берётся за область определения и составляются распределения значений (эпюры) для сил, напряжений, разных видов деформаций и др. в зависимости от значения абсциссы.
Расчёт эпюр напряжения является базовой задачей такой дисциплины, как сопротивление материалов. В частности, при помощи эпюры возможно определить максимально допустимую нагрузку на материал.
Также эпюра — схематический чертёж или график. В данном значении практически не употребляется, см. эпюр.